# Arts et Commune de Paris
Pendant la Commune de Paris, les arts comme d'autres activités doivent participer à un projet global d'émancipation. En conséquence, de nombreux artistes s'engagent dans l'insurrection et la Fédération des artistes, lancée à l'appel de Gustave Courbet, entend promouvoir la libre expansion de l'art et l'égalité des droits entre les différents métiers d'art. Pour autant, accaparés par leurs tâches, les artistes engagés dans la Commune en témoignent rarement dans leurs œuvres, d'autant plus qu'ils sont victimes de la répression après la Semaine sanglante et qu'une forme de censure s'attache à la représentation de l'évènement.

## Les artistes et la Commune

### Des réactions nuancées
Alors que la plupart des grands écrivains de l'époque se prononcent ouvertement contre la Commune, les réactions des artistes sont beaucoup plus nuancées et nombre d'entre eux s'engagent plus ou moins activement dans l'insurrection. Le rapport des artistes à la Commune découle en partie de leur histoire sociale et des rapports qu'ils entretenaient avec les autorités précédentes. Ainsi, les grands peintres académiques qui obtenaient la plupart des commandes de l'État sous le Second Empire, comme Ernest Meissonier, William Bouguereau, Alexandre Cabanel ou encore Jean-Léon Gérôme, rejettent massivement l'insurrection, au contraire de ceux qui ont connu des conflits plus ou moins virulents avec les autorités académiques, principalement des peintres réalistes ou impressionnistes.
D'après l'historien Jean-Louis Robert, plusieurs centaines d'artistes soutiennent ainsi le mouvement, à condition d'accepter une définition élargie de la notion d'artiste qui s'étend jusqu'aux peintres décorateurs ou dessinateurs d'étoffes. Dix artistes plasticiens, dont trois peintres, figurent parmi les 81 élus du conseil de la Commune, et plusieurs dizaines sont officiers des bataillons de la Garde nationale. Parmi les artistes les plus engagés figurent les peintres Gustave Courbet, Jean-Baptiste Arnaud-Durbec et Augustin Feyen-Perrin, les sculpteurs Jules Dalou, Hippolyte Moulin et Charles-Romain Capellaro ou encore le caricaturiste Pilotell.

### Fédéralisme

#### La Fédération des artistes
Le 6 avril 1871, Gustave Courbet, élu de la Commune et membre de la commission de l'Enseignement, lance un appel aux artistes : ils les encourage à participer aux réunions politiques et à « concourir à la reconstitution de l'état moral de Paris et au rétablissement des arts qui sont sa fortune ». Son appel aboutit à la création de la Fédération des artistes de Paris. Le 13 avril, plus de 400 artistes se réunissent dans le grand amphithéâtre de l'École de médecine et le poète Eugène Pottier donne lecture d'un manifeste qui se conclut par une véritable profession de foi : « Le comité concourra à notre régénération, à l'inauguration du luxe communal et aux splendeurs de l'avenir, et à la République universelle ». La Fédération des artistes est définitivement constituée le 17 avril avec l'élection d'une commission fédérale de 47 membres représentant la diversité des métiers d'arts : 16 peintres, 10 sculpteurs, 5 architectes, 6 graveurs-lithographes et 10 artistes industriels. Tous ces membres ne sont pas présents à Paris, comme Camille Corot, Honoré Daumier ou Jean-François Millet, retirés en province, et d'autres refusent leur mandat, mais une vingtaine d'artistes demeurent très actifs pendant les quelques semaines d'exercice de la Commune.
Dans son programme, adopté à l'issue de la réunion du 13 avril et publié deux jours plus tard au Journal officiel, tout comme dans ses différents textes, la Fédération des artistes définit selon l'historien Jean-Louis Robert, quatre grandes orientations,. En premier lieu, elle proclame la liberté de l'art et sa libre expansion, « dégagée de toute tutelle gouvernementale et de tous privilèges ». Par conséquent, elle recommande la suppression des écoles d'art officielles et affirme la volonté des artistes de gérer leurs propres affaires en dehors de toute tutelle administrative ou étatique. La propriété artistique est renforcée en confiant aux artistes le contrôle de la distribution de leurs œuvres : « [la Fédération] n'admet que des œuvres signés de leurs auteurs, créations originales ou traductions d'un art par un autre, telles que la gravure traduisant la peinture, etc. Il repousse d'une manière absolue toute exhibition mercantile tendant à substituer le nom de l'éditeur ou du fabricant à celui du véritable créateur ». Par ailleurs, la Fédération invite les artistes à prendre eux-mêmes la direction des musées et des collections, et c'est donc à l'organisation elle-même que revient, sous le contrôle d'Édouard Vaillant, délégué à l'Éducation, la nomination des artistes à la direction des principaux musées parisiens. La Fédération promeut également la fraternité et l'égalité des artistes, considérant que la solidarité est la condition nécessaire à l'amélioration matérielle du sort de tous. Elle recommande la suppression des jurys d'admission aux salons, l'absence de récompenses et la répartitions des commandes ordinaires entre les artistes que les suffrages de tous les exposants auront désignés. Enfin, elle défend la responsabilité sociale et morale des artistes, invitant ces derniers à ouvrir les musées à un large public, à généraliser l'enseignement des arts et à participer aux fêtes publiques. En ce sens, la commission est chargée de concourir au « luxe communal » en répandant les chefs-d'œuvre jusqu'aux « plus humbles communes de France ».
Dans son manifeste, la Fédération des artistes entend instaurer le « luxe communal », c'est-à-dire, selon l'universitaire américaine Kristin Ross, la volonté de « transformer les coordonnées esthétiques de l'ensemble de la communauté » en créant un art public. Ce projet traduit « la vaste et profonde ambition de démocratisation » des communards : « Demander que la beauté s'épanouisse dans les espaces communs et non plus seulement dans des chasses gardées privées revenait à transformer l'art pour qu'il soit pleinement intégré à la vie quotidienne ». Par ailleurs, il s'agit de gommer la séparation entre arts décoratifs et beaux arts réservés à une élite consommant des produits de luxe. À titre d'exemple, le cordonnier Napoléon Gaillard se réclame d'une pratique quotidienne des arts intégrée dans son travail d'artisan ; de même son choix d'être photographié devant la barricade qu'il a fait ériger place de la Concorde, surnommée le « Château Gaillard », apparaît comme une signature, l'artisan s'appropriant ainsi le statut d'artiste. L'historien Frank Jellinek qualifiera la commune de « révolution de cordonniers » dans son livre The Paris commune of 1871 et, selon Kristin Ross, les artisans d'art ont joué un rôle important dans la commune de Paris et on compta 10 000 détenus plus tard parmi eux.
Les artistes engagés dans la Commune envisagent donc une nouvelle organisation sociale de leur profession mais l'action de la fédération est en fait relativement modeste de par le caractère éphémère de l'insurrection. Tous les musées n'ont pu être rouvert au public, en particulier celui du Luxembourg, et la grande exposition envisagée pour le 15 juin ne peut avoir lieu, après l'écrasement des Fédérés. En revanche, la commission s'occupe activement de la sauvegarde des collections et remet la main sur des œuvres que s'étaient appropriées les dignitaires du Second Empire.

#### La Fédération du spectacle
De la même manière, les artistes du spectacle (musiciens, comédiens, chanteurs et compositeurs) s'organisent en fédération au terme d'une série de réunions organisées à l'Alcazar entre le 10 et le 21 avril. Ces réunions rassemblent des artistes très divers de par leur métier ou leur réussite, en particulier l'auteur-librettiste Paul Burani, le chanteur et ouvrier-typographe Jules Pacra, ou Jules Perrin, fondateur de l'Union des Artistes lyriques des Cafés-concerts en 1865.
La Fédération du spectacle ne partage pas le même idéal socio-politique que son homologue des Beaux-Arts, mais elle développe rapidement des actions concrètes permettant la reprise immédiate du travail,. La Fédération participe ainsi activement à l'organisation de représentations ou de concerts d'une grande variété, dont les grands concerts organisés au jardin des Tuileries ne sont qu'un exemple. Elle soutient également la création d'un bataillon artistique qui permet aux artistes d'éviter les temps d'arrêt imposés par le service dans la Garde nationale. Un décret proposé par Édouard Vaillant et adopté le 19 avril garantit « la liberté des arts et l'indépendance esthétique et matérielle des artistes » en faisant cesser « le régime de l'exploitation par un directeur ou une société » pour le remplacer immédiatement par « le régime de l'association ». Parmi les principaux artistes du spectacle engagés dans la Commune figurent le chanteur comique populaire Henri Plessis, l'actrice Agar ou la chanteuse Rosa Bordas.

### Les artistes engagés dans l'insurrection

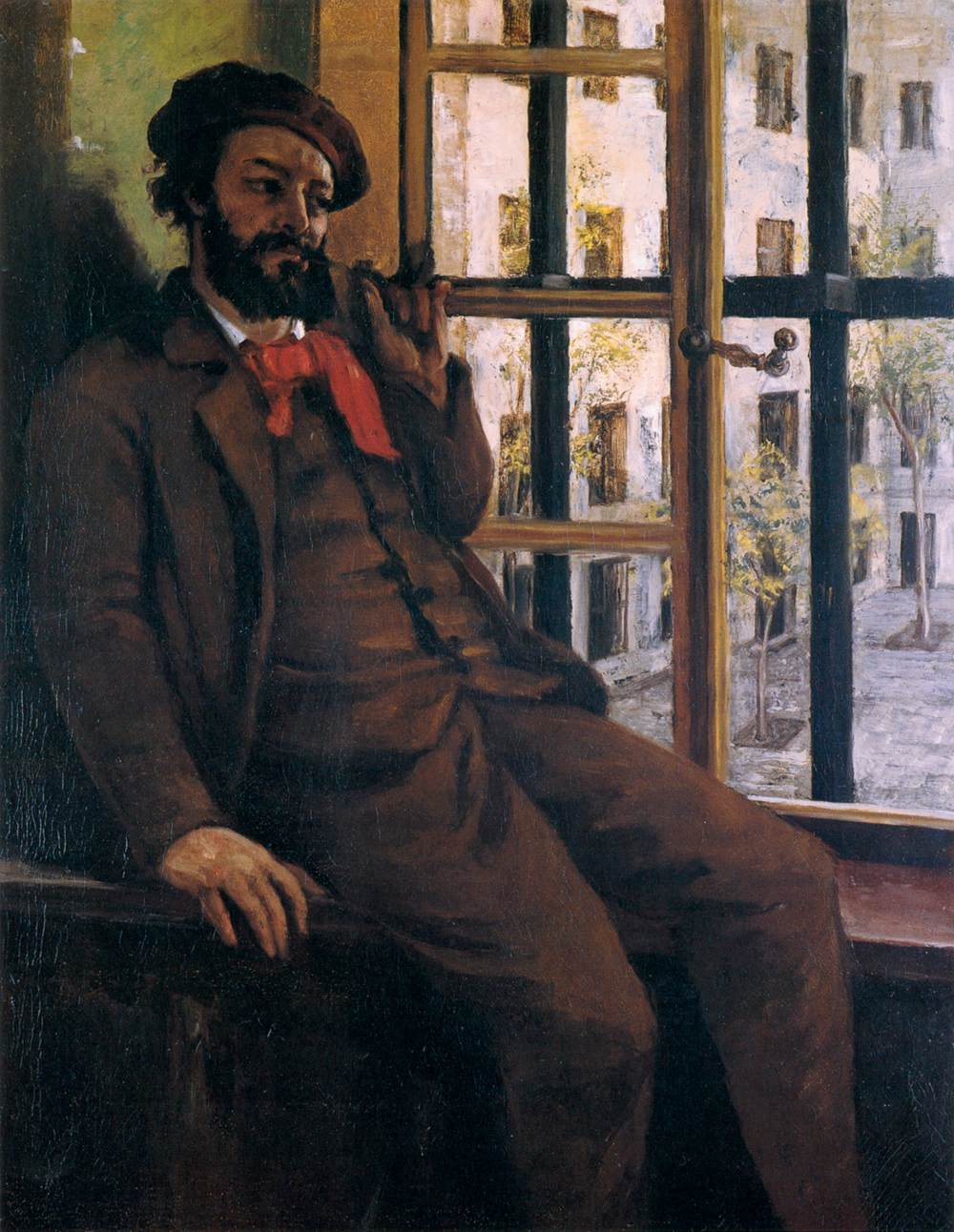
Autoportrait de Gustave Courbet, enfermé dans la prison de Sainte-Pélagie en 1872.

Élu au conseil de la Commune, président de la Fédération des artistes et délégué aux Beaux-Arts dans la commission de l'Enseignement, Gustave Courbet est également l'un des artistes les plus célèbres engagés dans l'insurrection. Quand la répression s'abat après la fin de la Semaine sanglante, il est arrêté et accusé de la destruction de la colonne Vendôme. Condamné à six mois de prison ferme et 500 francs d'amende, il est d'abord détenu à Versailles puis à la prison Sainte-Pélagie, où il réalise l'un de ses derniers autoportraits, ceint d'une écharpe rouge. Libéré le 1er mars 1872, il n'en est pas pour autant tiré d'affaire : en 1873, le président de la République Patrice de Mac Mahon décide de faire reconstruire la colonne à ses frais : ses toiles sont saisies et ses biens placés sous séquestre. Gustave Courbet se réfugie en Suisse où il meurt le 31 décembre 1877. À ses côtés, d'autres artistes jouent un rôle majeur : Ulysse Parent siège lui aussi au conseil de la Commune, Philippe-Auguste Cattelain est le chef de la Sûreté et Pilotell est commissaire spécial à la Commune.
Conformément au projet de la Fédération, plusieurs artistes comme Achille Oudinot, Jules Dalou, Jules Héreau, André Gill, Hippolyte Moulin, Auguste Ottin, Joseph-Charles de Blézer ou Hippolyte Dubois ont pour fonction principale d'administrer les grands musées publics, à savoir le musée du Louvre, le musée du Luxembourg, le musée de Sèvres et le musée Carnavalet. Par ailleurs, de nombreux artistes sont mobilisés dans les rangs de la Garde nationale : Jules Dalou, Lucien Henry, James Tissot, Auguste Lançon, Julien Devicque, Charles-Romain Capellaro, Paul Milliet, Joseph Louis Delbrouck, Achille Ballière ou encore Hippolyte Moulin. Le musicologue Francisco Salvador-Daniel, nommé directeur du Conservatoire par la Commune, est fusillé dans la rue le 24 mai.

### Après la commune: répression, censure et oubli
Après l'écrasement des Fédérés, la répression versaillaise est virulente à l'égard des artistes. Si certains parviennent à prendre le chemin de l'exil en Angleterre, en Suisse, en Belgique voire aux États-Unis, d'autres sont arrêtés et condamnés à la déportation en Nouvelle-Calédonie. Pendant leurs années de détention, plusieurs déportés tentent de s'évader et meurent en mer, d'autres se suicident. Rares sont ceux qui ont pu reprendre leur carrière sans dommage, comme Jules Dalou, qui rentre en France en 1879 après le vote de l'amnistie et reçoit de nombreuses commandes, tant des particuliers que de l'État, et finit par être élevé au grade de commandeur de la Légion d'honneur par le président Émile Loubet, le caricaturiste Pilotell, qui fait fortune en Angleterre, mais également Auguste Feyen-Perrin, Eugène Gluck ou Henri Oulevay. Pour la plupart des artistes engagés, la fin de la Commune marque le bouleversement de leur carrière, voire l'oubli, et une fin de vie misérable.
Paul Lidsky affirme qu'après l'insurrection, « la peur et le traumatisme du pouvoir en place ont été tels qu'il s'est efforcé de détruire toute image de ce cauchemar et d'interdire toute représentation graphique ou photographique de la Commune – à l'exception des ruines des incendies de Paris qu'il fallait au contraire mettre exclusivement sur le compte des communards ».
Le 28 décembre 1871, le général de Ladmirault, gouverneur militaire de la capitale, signe un décret qui interdit « l'exhibition, la mise en vente et le colportage de tous dessins, photographies ou emblèmes de nature à troubler la paix publique », de même pour les portraits des individus poursuivs ou condamnés pour leur participation à la Commune. L'année suivante, une loi interdit la production d'œuvres faisant l'apologie de la Commune, de sorte que de nombreux artistes pourtant reconnus avant l'insurrection parisienne sombrent rapidement dans l'oubli du fait de leur engagement. Cette censure s'applique longtemps après la fin de l'évènement : en 1875, le tableau d'Auguste Lepère intitulé Épisode de la Commune, rue des Rosiers, à Montmartre est refusé au Salon à cause du mot « Commune » dans le titre.

## La Commune dans les Arts

### Représentations picturales
Les artistes engagés dans la Commune en témoignent rarement dans leurs œuvres : d'une part, leur production pâtit de leur engagement et de leur mobilisation pour d'autres tâches, d'autre part, ils souffrent de la censure après l'événement. Ainsi, le tableau Barricade sous la Commune, place Blanche, peint en mars 1871 par Jean-Baptiste Arnaud-Durbec, est l'un des rares exemples d'œuvres réalisées pendant l'insurrection. D'autres artistes qui n'étaient pas présents à Paris pendant la Commune en témoignent néanmoins. C'est le cas d'Édouard Manet, réfugié dans les Pyrénées et d'abord ouvertement opposé à l'insurrection, avant de changer d'avis lorsqu'il reçoit une lettre de son frère qui l'informe de l'effervescence et des évènements politiques qui s'y déroulent. Revenu à Paris fin mai, il assiste à la Semaine sanglante et plus tard à l'exécution de chefs communards. Il traduit son émotion et son indignation à travers deux lithographies, La Barricade et La Guerre civile, puis plus tard, il peint deux tableaux consacrés ) l'évasion de Henri Rochefort, qui s'enfuit du bagne en Nouvelle-Calédonie par la mer.
Fervent défenseur de la Commune, Ernest Pichio provoque un tollé en 1875 quand il adresse au Salon sa toile Le Triomphe de l'ordre. En représentant des communards adossés au mur des Fédérés avant leur exécution, il enfreint le décret du 28 décembre 1871 et suscite l'indignation du directeur des Beaux-Arts, Charles-Philippe de Chennevières-Pointel, qui lui adresse une lettre. Une violente campagne de presse l'accable et le tableau est finalement exposé en Angleterre, à Brighton, entre 1877 et 1878, avant de disparaître : seule en demeure une gravure conservée au musée de Saint-Denis. En 1877, Pichio signe La Veuve du fusillé, qui constitue une suite du Triomphe de l'ordre en montrant une femme en deuil montrant à ses deux enfants une inscription sur le mur à l'adresse des communards « morts pour la liberté ». Le tableau est refusé et la diffusion de reproductions photographiques est interdite.
Ce sont finalement des artistes de la génération suivante, enfants ou adolescents au moment de la Commune, qui rendent compte dans leurs œuvres de la violence de la répression. Maximilien Luce, qui s'engage auprès des anarchistes, met fréquemment en scène dans ses peintures les ouvriers, les petits métiers et les couches sociales les plus modestes, et peint une dizaine de toiles à propos de la Semaine sanglante entre 1905 et 1917, sans compter les dessins préparatoires et les esquisses. Sans être témoin des évènements puisqu'il vivait alors en Suisse, Théophile Alexandre Steinlen réalise néanmoins La Commune ou Louise sur les barricades, en 1885, qui représente une femme debout sur une barricade, enveloppée dans un drapeau rouge avec la poitrine dénudée, une œuvre inspirée de la dédicace du Temps des cerises de Jean Baptiste Clément. Il signe également plusieurs dessins qui font allusion à la Commune de Paris dans Le Chambard socialiste, un hebdomadaire satirique pour lequel il collabore en 1894. Le peintre Félix Vallotton est l'auteur de plusieurs dessins, gravures et lithographies consacrés à des personnalités de la Commune ou à ses combats. Enfin, André Devambez peint plusieurs tableaux à partir de récits de son père et de témoignages d'anciens communards rencontrés à l'hospice de l'hôpital de Bicêtre, en particulier L'Appel, qui montre des gardes nationaux alignés dans une rue parisienne et qui est exposé en 1907 aux Salon des artistes français, déclenchant au passage une vague d'indignation.

Représentations de la Commune par des artistes.
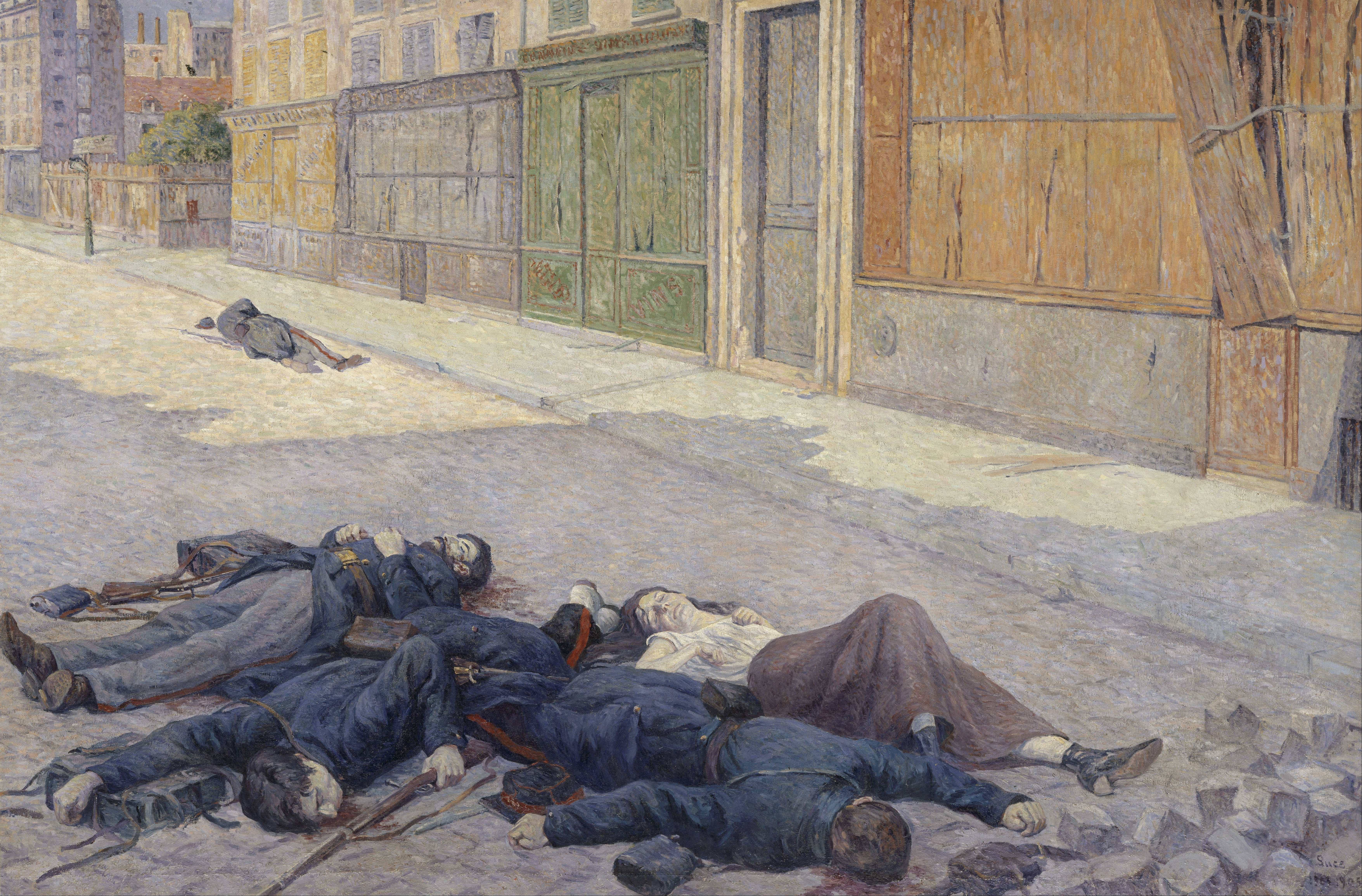
Une rue de Paris en mai 1871, Maximilien Luce (1903-1905).
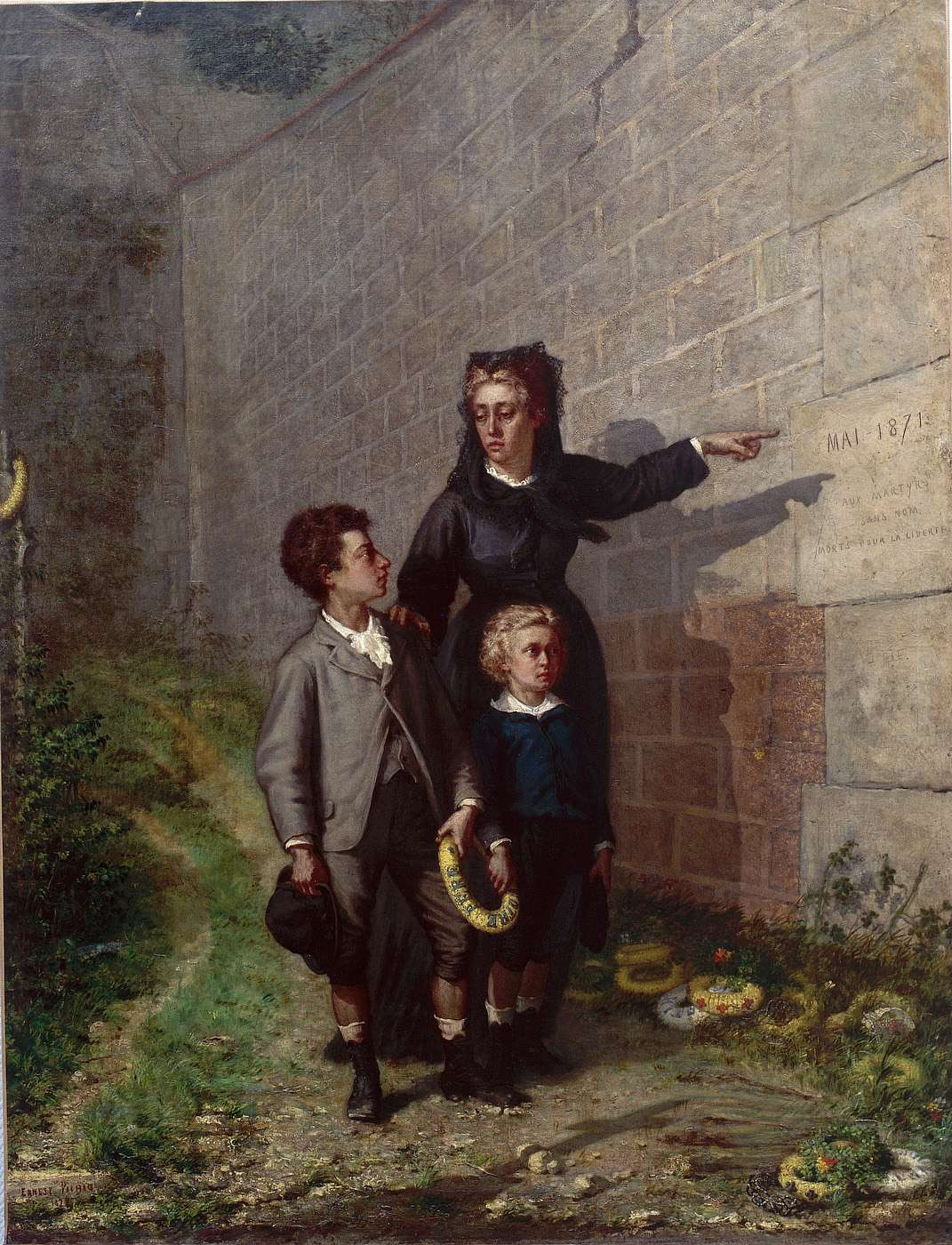
La Veuve du fusillé devant le mur des Fédérés, Ernest Pichio (1877).
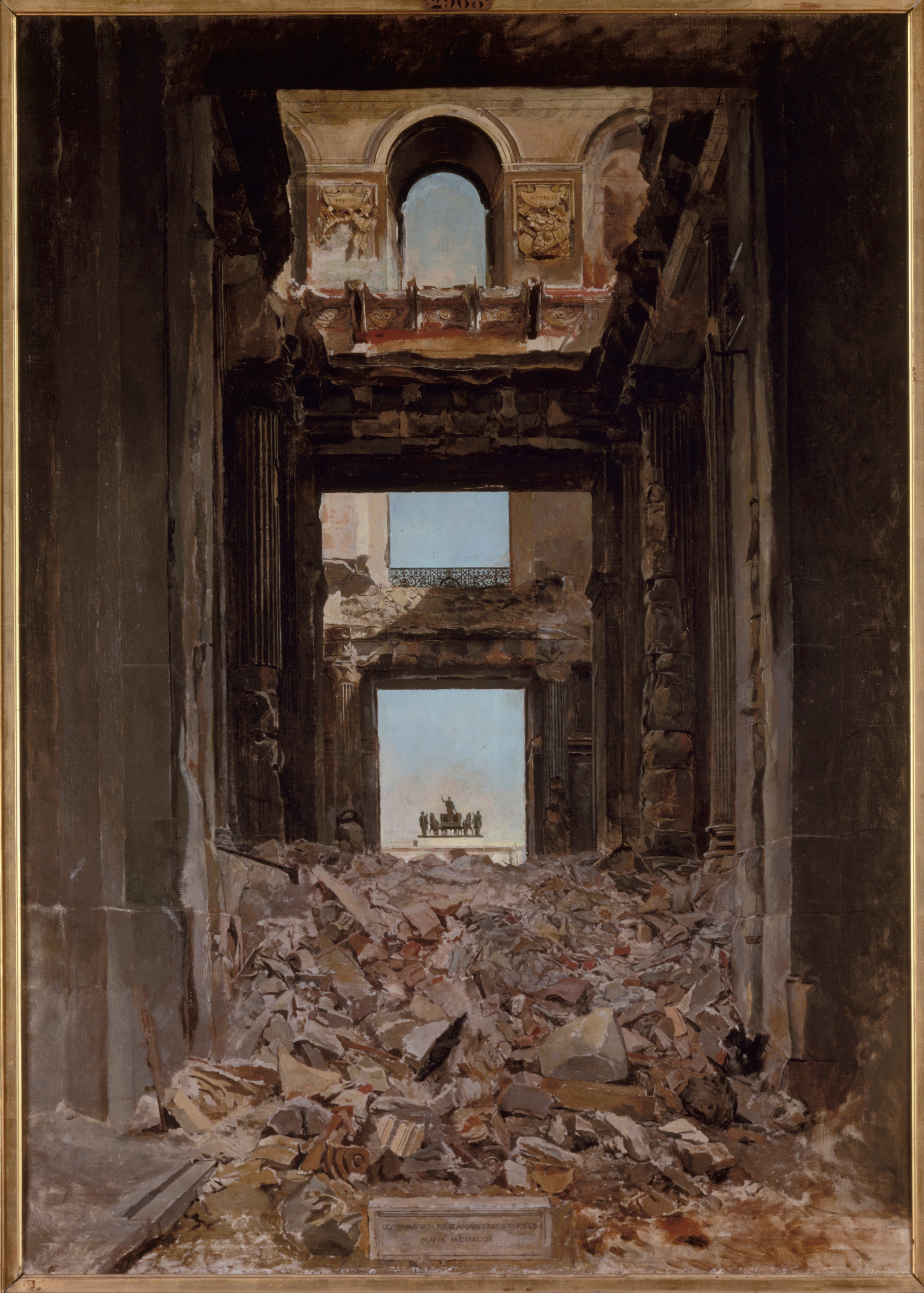
Les Tuileries (mai 1871), Ernest Meissonier (1871-1883).
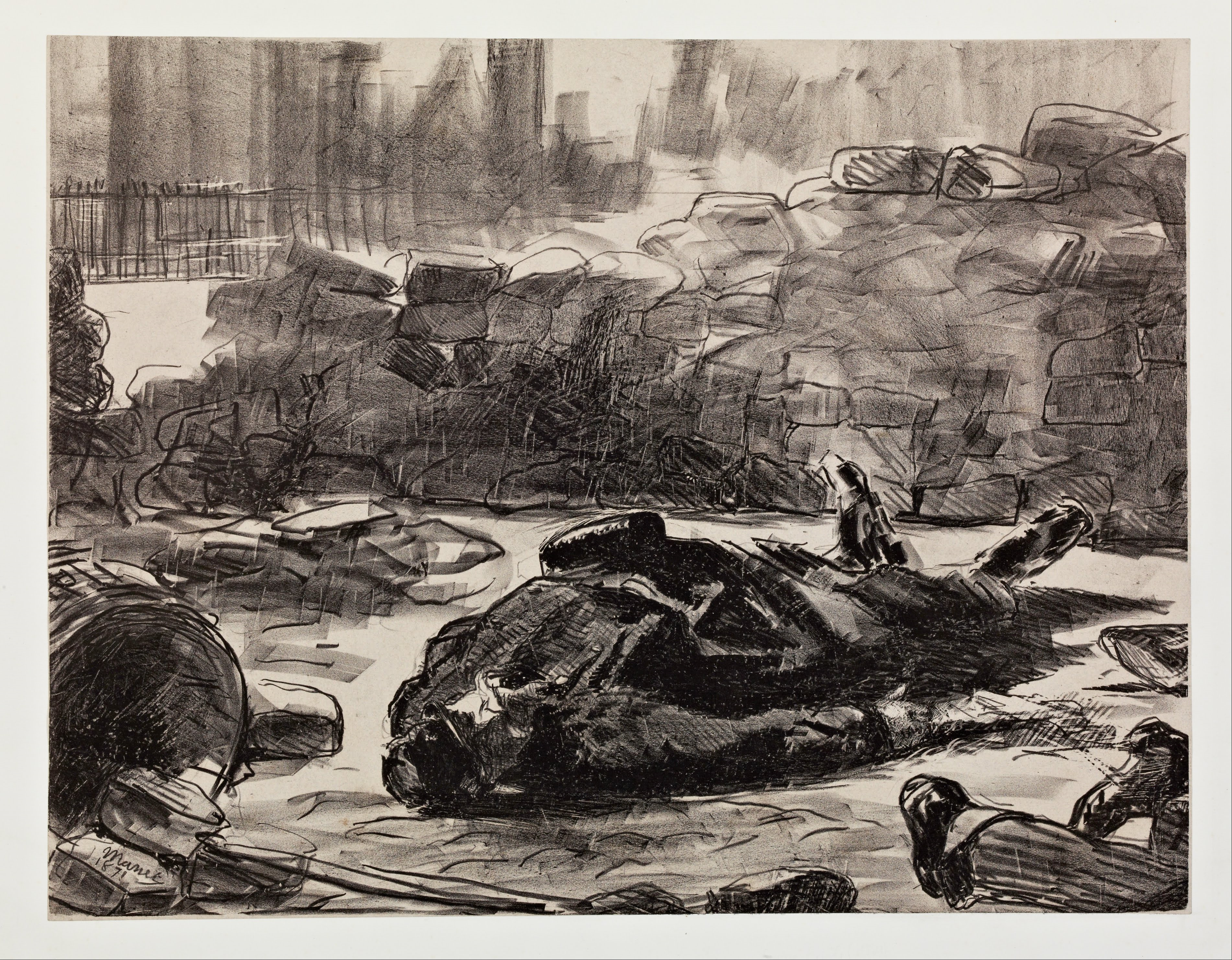
Guerre civile, lithographie d'Édouard Manet (1871).
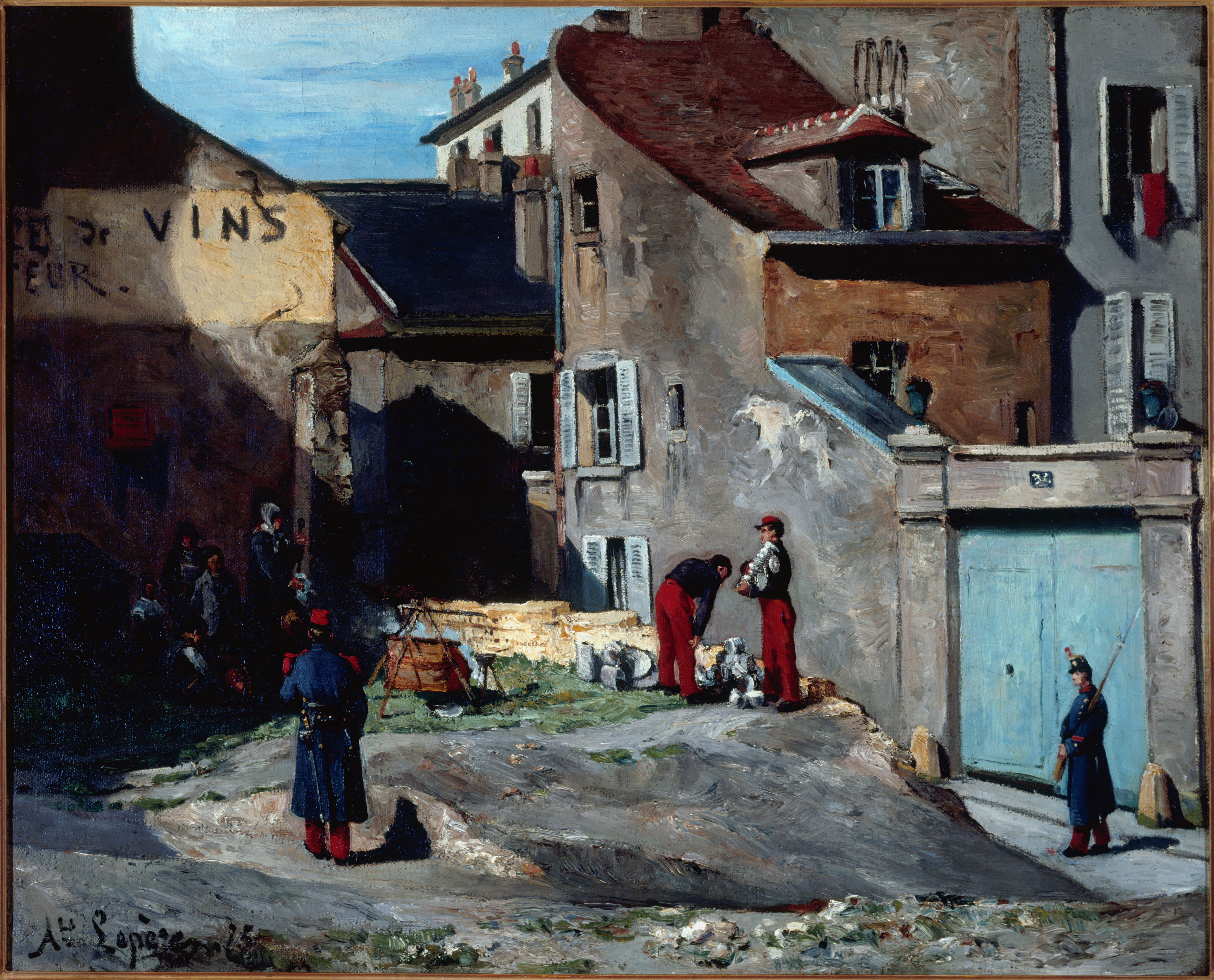
Épisode de la Commune, rue des Rosiers, à Montmartre, Auguste Lepère (1875).
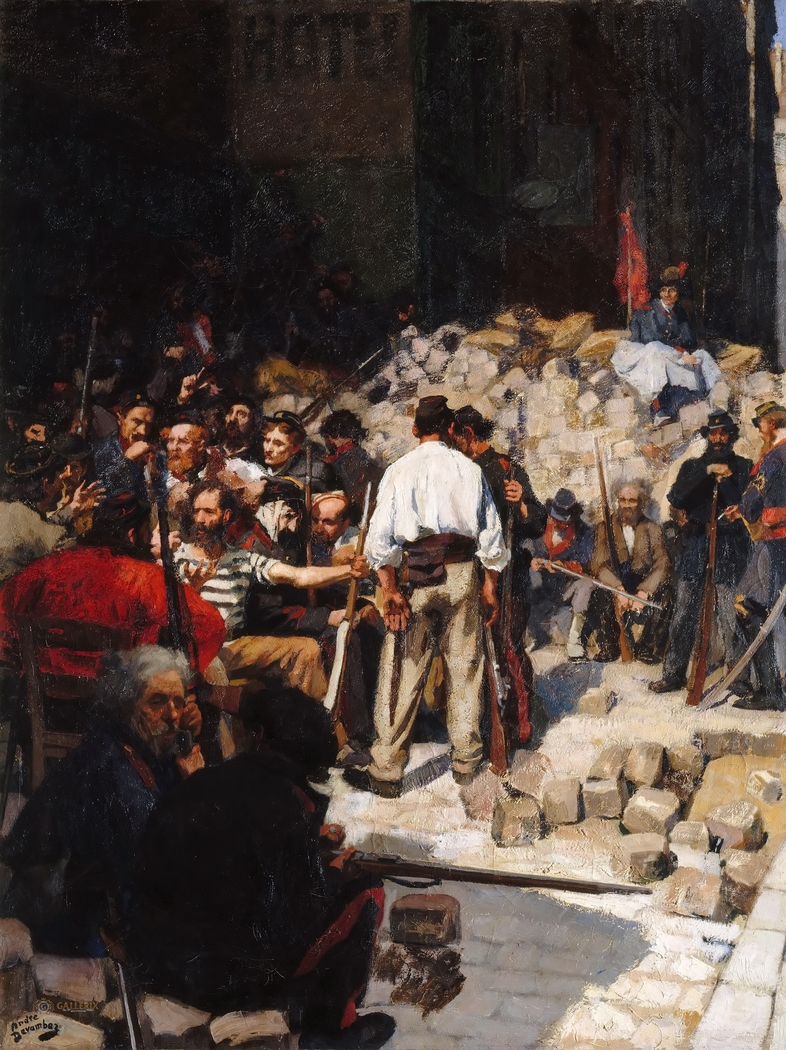
La barricade ou l'Attente, André Devambez (1911).
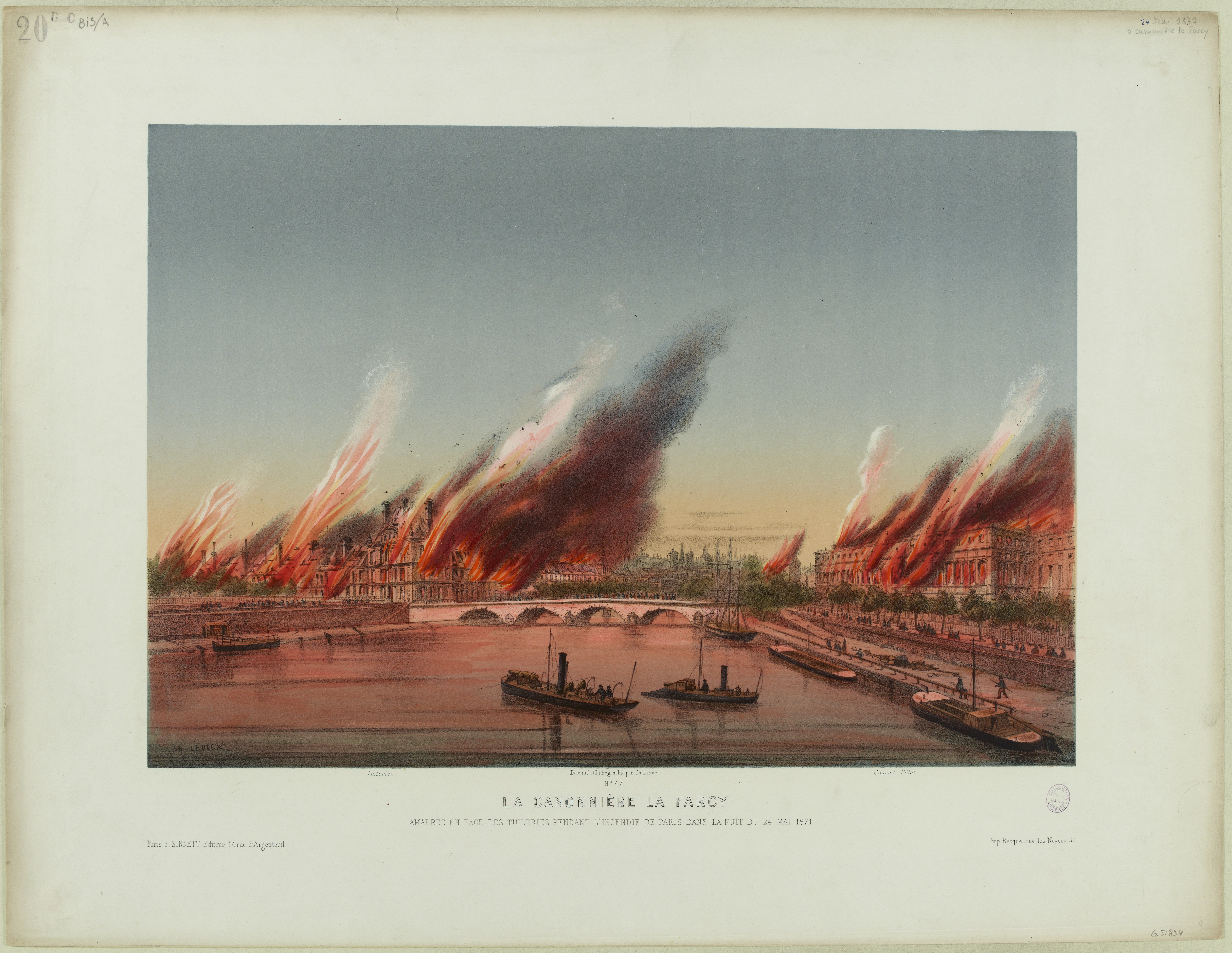
La canonnière La Farcy amarrée en face des Tuileries pendant l'incendie de Paris dans la nuit du 24 mai 1871, lithographie de Charles Leduc, vers 1871.

Sur un autre plan, les grands incendies de la Semaine sanglante inspirent des artistes de tous bords. Des peintres comme Jules Girardet ou Gustave Boulanger cherchent à représenter l'actualité pour la documenter et ces artistes se tournent vers le naturalisme pour témoigner de ce qu'ils ont vu. Les vues panoramiques des incendies, comme Paris incendié de Numa fils ou La Cannonnière La Farcy, de Charles Leduc montrent la Seine irradiée et rougie par les reflets des flammes, comme si le fleuve se transformait en lave d'un volcan, auquel le Paris communard est souvent comparé par des écrivains. Adversaire de la Commune, Ernest Meissonier s'inspire quant à lui de la beauté pittoresque des ruines de la capitale pour en tirer une série de toiles, en particulier Les Tuileries (mai 1871), qui met brutalement le spectateur au cœur de la ruine, dans la salle des Maréchaux au centre du palais des Tuileries. Quand cette toile est exposée en 1883, elle devient la mémoire des ruines qu'on démolit et l'expression d'une nostalgie, renforcée par l'expression latine figurée en bas du tableau, qui lie le Second Empire aux ruines romaines,.